# 대프니 듀모리에

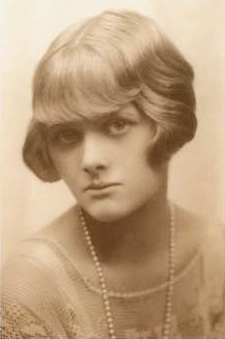
대프니 듀 모리에

대프니 듀 모리에 여사(영어: Dame Daphne du Maurier, DBE, 1907년 5월 13일~1989년 4월 15일)는 영국의 소설가·극작가이다. 앨프리드 히치콕이 감독한 영화 《레베카》와 《새》의 원작자로 알려져 있다.

## 생애
세 자매의 차녀로 태어났다. 아버지는 배우 제럴드 듀 모리에, 어머니는 여배우 뮤리얼 보몬트, 언니는 작가 앤절라 듀 모리에, 조부는 당시 영국의 유명한 풍자 만화가이자 소설가 조지 듀 모리에이다. 조지 듀 모리에의 풍자화는 인기 잡지인 [펀치]와 [하퍼스]에서 언제나 사람들의 화제거리였다고 한다. 아버지 제럴드는 바로 희곡 《피터 팬》에서 후크 역을 처음으로 맡은 배우로 배우를 그만둔 후 극장을 운영하며 큰 돈을 벌었는데 소득세 추징이 닥치자 캐나다의 유명 담배 브랜드인 뒤모리에에게 이름을 빌려 주고 그 대가로 세금을 냈다고 한다.
《피터 팬》의 작가 제임스 매슈 배리가 모델로 삼았다고 전해지는 르웰린 데이비스 가족- 아서와 실비아 부부, 그들의 아이들 조지, 잭, 피터(피터팬의 그 피터다), 마이클, 니코는 바로 대프니의 사촌들로 실비아 듀모리에가 바로 대프니의 고모다. 배리가 런던의 켄싱턴 가든에서 산책을 하다가 드웰린 가족과 만나 친분을 가지게 이들 집안에 자주 놀러가면서 아이들을 좋아하는 배리가 조지, 잭, 피터에게 들려주던 이야기에서 소설 《피터 팬》이 탄생했다고 한다. 배리와 제럴드 듀 모리에는 상당히 친한 친구였다고 한다.
1932년, 본인의 팬이었던 육군 중장 프레더릭 브라우닝과 결혼, 2명의 딸과 1명의 아들을 낳았다.
어린 시절 놀러가서 한눈에 마음에 든 콘월주에서 인생의 대부분을 보내고 1989년 4월 19일에 81세로 사망했다. 그녀의 유지(遺志)에 의해, 시신은 화장되었다. 사후 양성애자 논란이 일어나기도 했다.
2006년, 1920년대 후반에 쓰여졌다고 추정되는 미발표 작품 《And His Letters Grew Colder》가 발견되었다.

## 저작

### 문학
| 연도 | 제목                     | 원제                             | 비고   |
| ---- | ------------------------ | -------------------------------- | ------ |
| 1931 | 사랑하는 마음            | The Loving Spirit                |        |
| 1932 |                          | I'll Never Be Young Again        |        |
| 1933 | 줄리어스                 | The Progress of Julius           |        |
| 1936 | 자메이카 여인숙          | Jamaica Inn                      |        |
| 1938 | 레베카                   | Rebecca                          |        |
| 1940 | 레베카                   | Rebecca                          | 연극판 |
| 1940 | 바람아 오라, 날씨야 오라 | Come Wind, Come Weather          | 단편집 |
| 1941 | 프렌치맨스 크리크        | Frenchman's Creek                |        |
| 1943 | 헝그리 힐                | Hungry Hill                      |        |
| 1945 |                          | The Years Between                | 연극   |
| 1946 |                          | The King's General               |        |
| 1948 | 9월의 조수               | September Tide                   | 연극   |
| 1949 |                          | The Parasites                    |        |
| 1951 | 나의 사촌 레이첼         | My Cousin Rachel                 |        |
| 1952 | 사과나무                 | The Apple Tree                   | 단편집 |
| 1954 | 메리 앤                  | Mary Anne                        |        |
| 1957 | 희생양                   |                                  |        |
| 1959 |                          | Early Stories                    | 단편집 |
| 1959 |                          | The Breaking Point               | 단편집 |
| 1961 |                          | Castle Dor                       |        |
| 1963 | 새                       | The Birds and Other Stories      | 단편집 |
| 1963 |                          | The Glass-Blowers                |        |
| 1965 |                          | The Flight of the Falcon         |        |
| 1969 |                          | The House on the Strand          |        |
| 1971 |                          | Not After Midnight               | 단편집 |
| 1972 |                          | Rule Britannia                   |        |
| 1980 |                          | The Rendezvous and Other Stories | 단편집 |

### 비문학
- 브란웰 브론테의 지옥(1960)
- 나선형 계단: 프랜시스 베이컨, 인생의 굴곡(1976)

## 서훈
- 1969년 대영 제국 훈장 2등급(DBE, 작위급 훈장)